# Sweet Leilani
Sweet Leilani ist ein Lied von Harry Owens aus dem Jahr 1934. Die erste Veröffentlichung erfolgte 1937 auf dem Soundtrack des Films Waikiki Wedding, gesungen von Bing Crosby. Bei der Oscarverleihung 1938 erhielt Owens für seine Komposition den Oscar für den „Besten Song“.

## Entstehungsgeschichte
Im Oktober 1934 wurde der Komponist Harry Owens, damals Leiter des Orchesters des Royal Hawaiian Hotels in Waikīkī, zum ersten Mal Vater. Für seine neugeborene Tochter Leilani schrieb Owens ein Wiegenlied, das er Sweet Leilani nannte und das der Hawaiimusik zuzurechnen ist. In den folgenden Wochen und Monaten spielte Owens das Lied bei den abendlichen Tanzveranstaltungen im Royal Hawaiian Hotel. Eines Abends war Bing Crosby unter den Gästen, dem das Lied sehr gut gefiel. Crosby bereitete sich auf den Film Waikiki Wedding vor und war von Owens Lied über Leilani so begeistert, dass er es Paramount Pictures für den Film vorschlug. Das Lied schaffte es in den Film, wurde von Bing Crosby eingesungen und gewann 1938 den Oscar für den „Besten Song“. Das Lied war außerordentlich erfolgreich und wurde zu Crosbys erster Veröffentlichung, die die Marke von 1 Million Verkäufen übersprang. Owens selbst veröffentlichte das Lied 1957 auf dem Album Voice Of The Trade Winds.

## Charterfolg
Sweet Leilani erreichte in den US-amerikanischen Radiocharts Platz 1 und blieb 28 Wochen auf dieser Position.

## Coverversionen
Sweet Leilani wurde vielfach gecovert, unter anderem von 1956 von Benny Goodman und 1967 von The Waikiki’s. Der Jazz-Pianist Joe Bushkin veröffentlichte seine Interpretation des Liedes 1965 auf dem Album Night Sounds of San Francisco. 1981 spielte es Perry Como auf einer Tournee, die Aufnahme wurde auf der LP Perry Como Live on Tour veröffentlicht. Auf dem 1988 veröffentlichten Doppel-Livealbum You Can't Do That On Stage Anymore, Vol. 1 von Frank Zappa findet sich eine weitere Version des Liedes, aufgenommen 1969 bei einem Konzert in Stratford. Nie zur Veröffentlichung gedacht war eine Aufnahme von Elvis Presley, die dann aber doch den Weg auf die CD In A Private Moment fand.